# Футбольний тренер року в Південній Америці
Футбольний тренер року в Південній Америці (ісп. Entrenador del año en Sudamérica) — щорічна нагорода найкращому тренеру з футболу, що вручається південноамериканським тренерам за роботу з клубами Південної Америки або з південноамериканськими збірними. Нагорода вручається з 1986 року уругвайським виданням «El País».

## Переможці

### Переможці по роках
| Рік  | Тренер                  | Клуб/Збірна          | Національність |
| ---- | ----------------------- | -------------------- | -------------- |
| 1986 | Карлос Білардо          | Аргентина            | Аргентина      |
| 1987 | Карлос Білардо (2)      | Аргентина            | Аргентина      |
| 1988 | Роберто Флеїтас         | Насьональ (URU)      | Уругвай        |
| 1989 | Себастьян Лазароні      | Бразилія             | Бразилія       |
| 1990 | Луїс Кубілья            | Олімпія (PAR)        | Уругвай        |
| 1991 | Альфіо Басіле           | Аргентина            | Аргентина      |
| 1992 | Теле Сантана            | Сан-Паулу (BRA)      | Бразилія       |
| 1993 | Франсіско Матурана      | Колумбія             | Колумбія       |
| 1994 | Карлос Б'янкі           | Велес Сарсфілд (ARG) | Аргентина      |
| 1995 | Ектор Нуньєс            | Уругвай              | Уругвай        |
| 1996 | Ернан Даріо Гомес       | Колумбія             | Колумбія       |
| 1997 | Даніель Пассарелла      | Аргентина            | Аргентина      |
| 1998 | Карлос Б'янкі (2)       | Бока Хуніорс (ARG)   | Аргентина      |
| 1999 | Луїс Феліпе Сколарі     | Палмейрас (BRA)      | Бразилія       |
| 2000 | Карлос Б'янкі (3)       | Бока Хуніорс (ARG)   | Аргентина      |
| 2001 | Карлос Б'янкі (4)       | Бока Хуніорс (ARG)   | Аргентина      |
| 2002 | Луїс Феліпе Сколарі (2) | Бразилія             | Бразилія       |
| 2003 | Карлос Б'янкі (5)       | Бока Хуніорс (ARG)   | Аргентина      |
| 2004 | Луїс Фернандо Монтоя    | Онсе Кальдас (COL)   | Колумбія       |
| 2005 | Анібаль Руїс            | Парагвай             | Уругвай        |
| 2006 | Клаудіо Боргі           | Коло-Коло (CHI)      | Аргентина      |
| 2007 | Херардо Мартіно         | Парагвай             | Аргентина      |
| 2008 | Едгардо Бауса           | ЛДУ Кіто (ECU)       | Аргентина      |
| 2009 | Марсело Б'єлса          | Чилі                 | Аргентина      |
| 2010 | Оскар Табарес           | Уругвай              | Уругвай        |
| 2011 | Оскар Табарес (2)       | Уругвай              | Уругвай        |
| 2012 | Хосе Пекерман           | Колумбія             | Аргентина      |
| 2013 | Хосе Пекерман (2)       | Колумбія             | Аргентина      |
| 2014 | Хосе Пекерман (3)       | Колумбія             | Аргентина      |

### Перемог за країною
| Країна    | Титулів |
| --------- | ------- |
| Аргентина | 16      |
| Уругвай   | 6       |
| Бразилія  | 4       |
| Колумбія  | 3       |